# Monareczka plamoskrzydła
Monareczka plamoskrzydła, monarka plamoskrzydła (Symposiachrus guttula) – gatunek małego ptaka z rodziny monarek (Monarchidae). Występuje w Indonezji i Papui-Nowej Gwinei. Jego naturalnym środowiskiem są subtropikalne lub tropikalne wilgotne lasy nizinne. Nie jest zagrożony wyginięciem.

## Taksonomia
Pierwotnie umieszczony w rodzaju Muscicapa, później zaliczany do Monarcha, aż do przeniesienia do Symposiachrus w 2009. Nie wyróżnia się podgatunków.

## Morfologia
Z wierzchu ciemnoszary z białymi plamami na skrzydłach, od spodu biały, z czarną twarzą i srebrnoszarym dziobem. Podogonie jest białe z czarnym paskiem u podstawy i cienką czarną linią na końcu. Monareczka kapturowa również ma biały brzuch, ale brakuje jej szarego grzbietu i plamek na skrzydłach. Głos to wysokie gwizdy lub nosowe, brzęczące dźwięki.
Długość ciała 14–15 cm; masa ciała 14–18 g.

## Występowanie
Nowa Gwinea i okoliczne wyspy satelickie (wyspy na zachód od Nowej Gwinei, wyspy w Zatoce Cenderawasih, Wyspy Aru, Wyspy d’Entrecasteaux i Luizjady).
Ptak wnętrza lasu nizinnego i podgórskiego.

## Pożywienie
Skład diety nie jest dobrze znany, ale przeważnie są to małe bezkręgowce i larwy. Żeruje samotnie, czasami w parach lub w stadach mieszanych. Aktywny, ale na ogół niewidoczny w krzewiastych i zacienionych dolnych i środkowych piętrach lasów. Może zapuszczać się na bardziej otwarte obszary o zmierzchu.

## Status i zagrożenia
Monareczka plamoskrzydła ma bardzo duży zasięg, a trend populacji wydaje się być stabilny. W związku z tym w Czerwonej księdze gatunków zagrożonych IUCN jest zaliczana do gatunków najmniejszej troski (LC – Least Concern).
Wielkość populacji jest nieznana, ale nie uważa się, że zbliża się do progu zagrożenia zgodnie z kryterium wielkości populacji. Brak dowodów na jakiekolwiek spadki lub istotne zagrożenia. Zasięg występowania to 1 460 000 km².